# Longya Judun
Longya Judun (chiń. 龍牙居遁, pinyin Lóngyá Jūdùn; kor. 룡아거둔 Lyonga Kŏdun ; jap. Ryūge Koton; wiet. Long Nha Cư Độn; ur. 835, zm. 923) – chiński mistrz chan ze szkoły caodong.

## Życiorys
Pochodził z dawnego Fuzhou, obecnie w prow. Jiangxi. W wieku 14 lat opuścił dom i udał się na klasztoru Mantian w Jizhou. Jednak mnichem został na górze Song. Podczas swoich wędrówek odwiedził wielu mistrzów chan i praktykował pod ich kierunkiem. Byli nimi m.in. Cuiwei Wuxue i Deshan Xuanjian.
Kiedy Longya spotkał Cuiweia powiedział Twój uczeń jest tu już ponad miesiąc. Każdego dnia mistrz wchodzi do sali aby przemówić, ale nie usłyszeliśmy żadnych nauk nawet o jednej Dharmie. Cuiwei odparł I co z tego?
Longya odszedł i udał się do Deshana. Przy okazji spytał mistrza Z daleka słyszałem o jednozdaniowej Dharmie Buddy Deshana, ale jak do tej pory nie usłyszałem od mistrza żadnego zdania o Dharmie Buddy. Dlaczego? Deshan odpowiedział No i co z tego?
Longya nie zaakceptował odpowiedzi i udał się studiować chan do mistrza Donshana Liangjie. Zadał mu to samo pytanie. Dongshan powiedział Czy oskarżasz mnie o coś? W tym momencie Longya osiągnął głębokie zrozumienie i został uczniem Dongshana.
Pewnego dnia zapytał mistrza Jakie jest zasadnicze znaczenie chanu? Dongshan odparł Poczekaj aż strumień Dong popłynie pod górę. Wtedy ci powiem. W tym momencie Longya osiągnął oświecenie.
Potem znów rozpoczął wędrówkę po Chinach aby konfrontować swoje oświecenie z innymi mistrzami. Spotkał się wtedy m.in. z Linji Yixuanem, co znalazło uwiecznienie w 20 przypadku Biyan lu i ponownie z mistrzem Cuiweiem.
W końcu, po 8 latach wędrówek, na życzenie gubernatora wojskowego prow. Hunan, został opatem klasztoru Miao na górze Longya w pobliżu dzisiejszego miasta Changsha na południe od jez. Dongting Hu.
| Wegetarianin w podniszczonej szacie; mój duch jest Jak księżyc w czas plonów – wolny, życie u kresu. Jeśli spytacie, gdzie mieszkam, odpowiem: W zielonej wodzie, na błękitnej górze. |

Miał ponad 500 uczniów i 5 następców Dharmy.
Występuje w przypadkach: 20 z Biyan lu i 48, 49 oraz 80 z Congrong lu. Przypadki 20 i 80 są takie same.

## Linia przekazu Dharmy zen
Pierwsza liczba oznacza liczbę pokoleń mistrzów od 1 Patriarchy indyjskiego Mahakaśjapy.
Druga liczba oznacza liczbę pokoleń od 28/1 Bodhidharmy, 28 Patriarchy Indii i 1 Patriarchy Chin.
- 36/9. Yaoshan Weiyan (751–834)
  - 37/10. Yunyan Tansheng (770–841)
    - 38/11. Dongshan Liangjie (807–869) szkoła caodong
      - 39/12. Caoshan Benji (840–901)
      - 39/12. Longya Judun (835–923)
        - 40/13. Yanqing
        - 40/13. Hanzhu